# Orense
Orense (oficialmente en gallego: Ourense) es una ciudad y municipio español situado en el sureste de Galicia. Es la capital de la provincia de Orense y de la comarca homónima. Es el tercer municipio gallego por población y el más poblado del interior de Galicia, con 104 250 habitantes según datos del INE en 2023.
La ciudad es atravesada por los ríos Miño, Barbaña y Lonia. Es conocida como «Ciudad de Las Burgas» debido a sus famosas fuentes de aguas termales, en las que el agua sale a temperaturas de entre 60 y 68 °C. Hay también aguas termales en el balneario de la Chavasqueira, O Tinteiro, Muíño da Veiga y Outariz.
Destacan como monumentos la catedral del siglo XII, con su pórtico del Paraíso y el Santo Cristo, el puente mayor, el claustro de San Francisco, las iglesias de la Santísima Trinidad y Santo Domingo, y el conjunto de su zona antigua, en proceso de recuperación.

## Toponimia
El nombre de la ciudad procede del latín Auria o Aregia, un asentamiento romano de la Hispania Tarraconense formado en torno a las ricas explotaciones de oro que por entonces había en los alrededores. En la Carta Puebla de 1122, la ciudad es mencionada como Auriensis Civitatis. Tanto el topónimo español como el gallego son evoluciones fonéticas propias de cada idioma partiendo de este topónimo latino.
- «Orense» es la denominación tradicional en español, la única denominación recogida en los censos de 1842 a 1981,[13] y la recomendada por la Real Academia Española cuando se habla y escribe en español.[7]
- «Ourense» es la denominación en gallego y la única oficial en las administraciones públicas conforme con la Ley 3/1983[14] de Galicia.

## Geografía

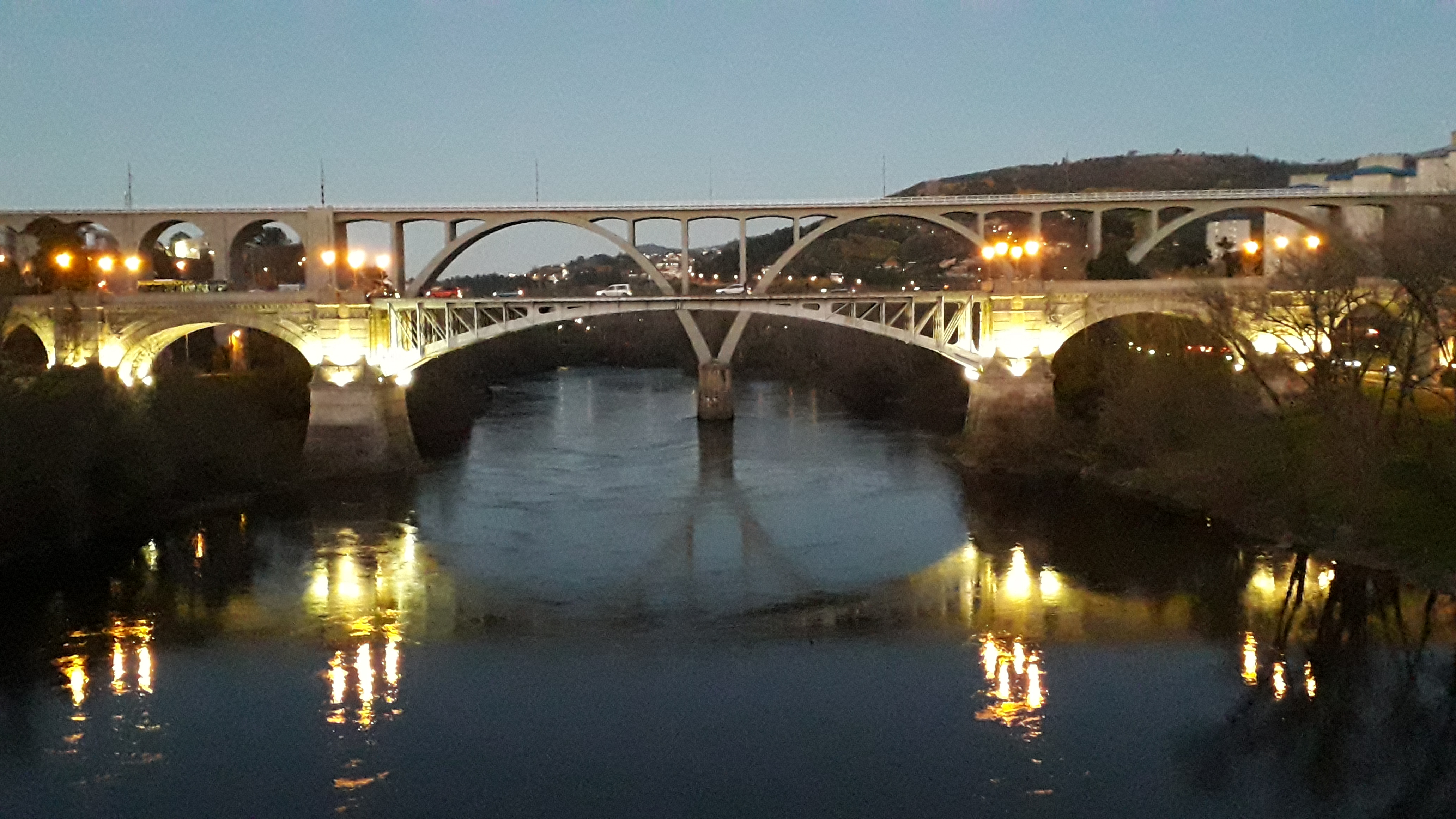
Orense, desde el Miño

Integrada en la comarca de Orense, se sitúa a 94 km de Vigo, a 95 km de Pontevedra, a 104 km de Santiago de Compostela, a 114 km de Lugo, a 174 km de La Coruña, a 186 km de Oporto y a 500 km de Madrid.
El relieve del municipio está definido por el valle que forma el paso del río Miño y sus afluentes Barbaña y Lonia, junto con las montañas que lo rodean. El río do Porto también desemboca en el Miño dentro del municipio, separando los Montes de Lodeiros, que superan los 350 m de altitud, de Monte Salgueiro y el Castro de Beiro, que superan los 450 m de altitud. La altitud del municipio oscila entre los 471 m al este (Montealegre) y los 90 m a orillas del río Miño, en el extremo occidental del municipio. La ciudad se alza a 139 m sobre el nivel del mar. 
| Noroeste: Amoeiro    | Norte: Amoeiro y Coles                 | Nordeste: Coles                                   |
| Oeste: Pungín y Toén |                                        | Este: Pereiro de Aguiar                           |
| Suroeste: Toén       | Sur: Barbadanes y San Ciprián de Viñas | Sureste: Pereiro de Aguiar y San Ciprián de Viñas |

### Clima
De acuerdo con la clasificación climática de Köppen, el clima de Orense es un clima mediterráneo de tipo Csa.
| Parámetros climáticos promedio de Observatorio de Orense (146 m s. n. m.) (Periodo de referencia: 1991-2020, extremas: 1972-presente) | Parámetros climáticos promedio de Observatorio de Orense (146 m s. n. m.) (Periodo de referencia: 1991-2020, extremas: 1972-presente) | Parámetros climáticos promedio de Observatorio de Orense (146 m s. n. m.) (Periodo de referencia: 1991-2020, extremas: 1972-presente) | Parámetros climáticos promedio de Observatorio de Orense (146 m s. n. m.) (Periodo de referencia: 1991-2020, extremas: 1972-presente) | Parámetros climáticos promedio de Observatorio de Orense (146 m s. n. m.) (Periodo de referencia: 1991-2020, extremas: 1972-presente) | Parámetros climáticos promedio de Observatorio de Orense (146 m s. n. m.) (Periodo de referencia: 1991-2020, extremas: 1972-presente) | Parámetros climáticos promedio de Observatorio de Orense (146 m s. n. m.) (Periodo de referencia: 1991-2020, extremas: 1972-presente) | Parámetros climáticos promedio de Observatorio de Orense (146 m s. n. m.) (Periodo de referencia: 1991-2020, extremas: 1972-presente) | Parámetros climáticos promedio de Observatorio de Orense (146 m s. n. m.) (Periodo de referencia: 1991-2020, extremas: 1972-presente) | Parámetros climáticos promedio de Observatorio de Orense (146 m s. n. m.) (Periodo de referencia: 1991-2020, extremas: 1972-presente) | Parámetros climáticos promedio de Observatorio de Orense (146 m s. n. m.) (Periodo de referencia: 1991-2020, extremas: 1972-presente) | Parámetros climáticos promedio de Observatorio de Orense (146 m s. n. m.) (Periodo de referencia: 1991-2020, extremas: 1972-presente) | Parámetros climáticos promedio de Observatorio de Orense (146 m s. n. m.) (Periodo de referencia: 1991-2020, extremas: 1972-presente) | Parámetros climáticos promedio de Observatorio de Orense (146 m s. n. m.) (Periodo de referencia: 1991-2020, extremas: 1972-presente) |
| Mes | Ene. | Feb. | Mar. | Abr. | May. | Jun. | Jul. | Ago. | Sep. | Oct. | Nov. | Dic. | Anual |
| --- | --- | --- | --- | --- | --- | --- | --- | --- | --- | --- | --- | --- | --- |
| Temp. máx. abs. (°C) | 22.5 | 25.5 | 30.6 | 33.9 | 37.7 | 41.6 | 44.1 | 42.5 | 41.2 | 35.3 | 26.3 | 22.4 | 44.1 |
| Temp. máx. media (°C) | 13.0 | 15.5 | 19.0 | 20.7 | 24.0 | 27.9 | 30.7 | 31.1 | 27.8 | 22.2 | 16.0 | 13.1 | 21.7 |
| Temp. media (°C) | 8.3 | 9.3 | 12.1 | 13.9 | 16.9 | 20.5 | 22.9 | 22.9 | 20.2 | 16.0 | 11.2 | 8.7 | 15.2 |
| Temp. mín. media (°C) | 3.5 | 3.1 | 5.1 | 7.1 | 9.8 | 13.1 | 15.0 | 14.8 | 12.5 | 9.7 | 6.4 | 4.2 | 8.7 |
| Temp. mín. abs. (°C) | -7.0 | -6.6 | -6.8 | -3.2 | -0.4 | 2.4 | 6.4 | 5.6 | 3.0 | -2.0 | -6.8 | -8.6 | -8.6 |
| Precipitación total (mm) | 96 | 64 | 72 | 75 | 61 | 34 | 16 | 21 | 55 | 115 | 107 | 103 | 819 |
| Días de precipitaciones (≥ 1 mm) | 10.7 | 8.3 | 9.2 | 10.9 | 8.9 | 4.6 | 2.5 | 3.1 | 6.0 | 10.5 | 11.4 | 10.6 | 96.7 |
| Días de nevadas (≥ 0.01 mm) | 0.4 | 0.2 | 0.0 | 0.0 | 0.0 | 0.0 | 0.0 | 0.0 | 0.0 | 0.0 | 0.0 | 0.1 | 0.8 |
| Horas de sol | 87 | 124 | 170 | 189 | 223 | 258 | 291 | 276 | 213 | 146 | 87 | 71 | 2119 |
| Humedad relativa (%) | 81 | 74 | 67 | 66 | 65 | 60 | 58 | 58 | 64 | 74 | 82 | 84 | 69 |
| Fuente n.º 1: Agencia Estatal de Meteorología                                                                                         | | | | | | | | | | | | | |
| Fuente n.º 2: Agencia Estatal de Meteorología (extremos)                                                                              | | | | | | | | | | | | | |

## Historia

### Prehistoria y antigüedad
El valle del Miño en la zona de Orense ya estaba habitado en la época castreña como prueban los asentamientos del Castro de Oira, San Tomé y Valdegola así como el asentamiento originario en las proximidades de As Burgas, las fuentes de agua termal en torno a las cuales se conformó la ciudad romana.
El origen de la ciudad es romano, aunque existen dudas sobre la etimología del topónimo Orense. La primera teoría señala que fue bautizada por los romanos posiblemente como «La ciudad del oro» (Auriense) por su enorme abundancia de este metal, lo que la convirtió en una importante ciudad de la provincia romana de Hispania hasta que se agotaron sus reservas del apreciado metal dorado, que se podía encontrar en el curso del propio río Miño. Otra teoría postula que el nombre de la ciudad proviniera del latín aquae urente («aguas abrasadoras»), o del germánico warmsee («lago caliente»), por sus conocidas fuentes de aguas termales, conocidas como Burgas (nombre derivado del bajo latín burca, que significa «pila»).

### Edad Media
Después de la dominación romana, Orense siguió siendo una ciudad importante debido al puente sobre el río Miño, cuyos pilares todavía son romanos y que ha sido reconstruido múltiples veces a lo largo de la historia. Esta situación estratégica hizo de la ciudad un importante núcleo comercial desde la Edad Media.
Durante la época sueva se supone que la ciudad llegó ser corte real durante el reinado de Karriarico y Teodomiro, que ordenó la edificación de la primera iglesia en honor de san Martín de Tours, patrón de la ciudad, agradecido por la curación de uno de sus hijos. Una vez unido el reino suevo al visigodo se produce un vacío documental. En la Hispania visigoda fue sede episcopal de la Iglesia católica, sufragánea de la archidiócesis de Braga que comprendía la antigua provincia romana de Gallaecia en la diócesis de Hispania.
Se supone que sufrió las incursiones de árabes y normandos en los siglos X y XI, tras el cual, se inicia una lenta recuperación.

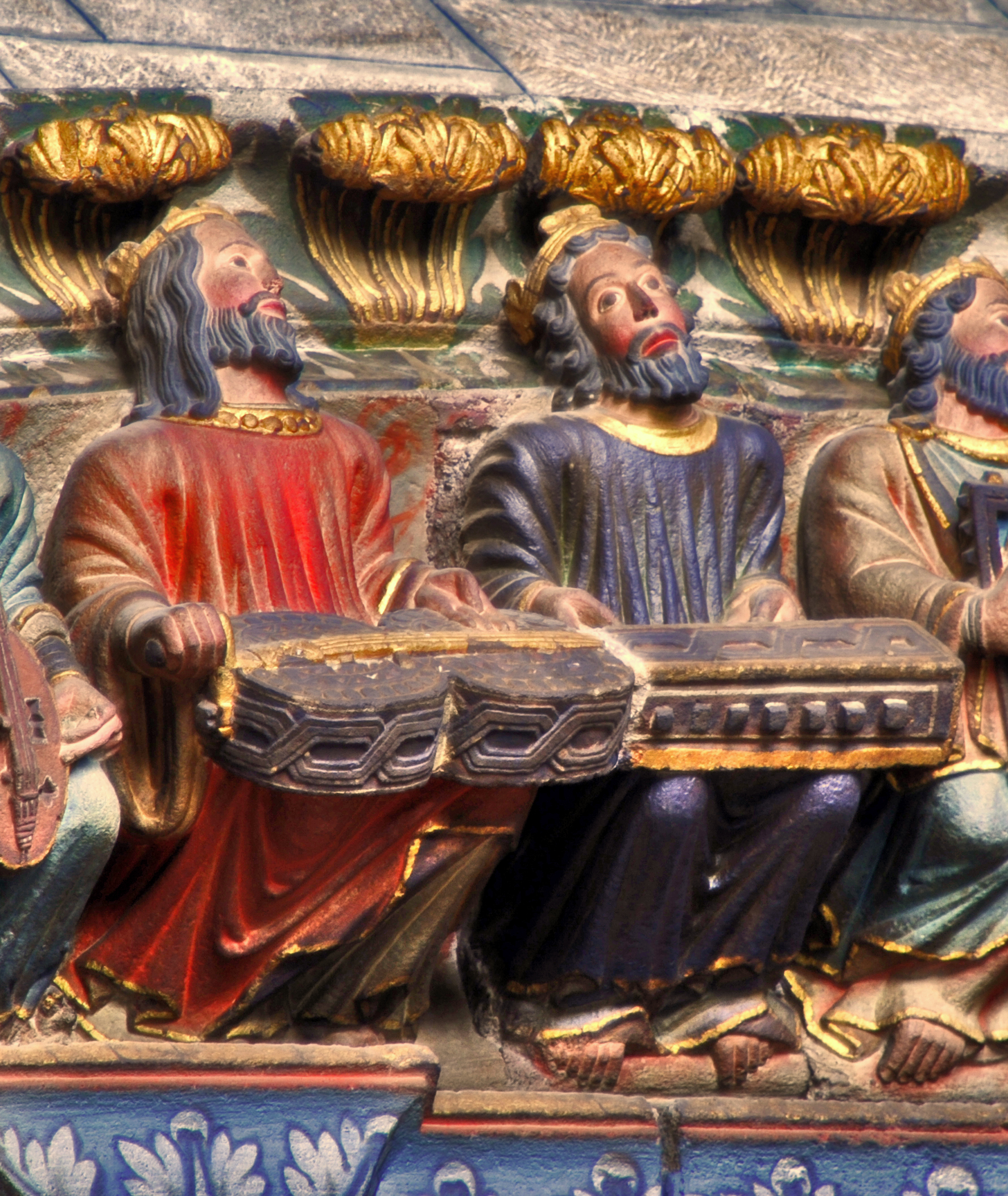
Detalle del pórtico del Paraíso, en la catedral

En 1084, el obispo Ederonio restaura la entonces catedral, hoy iglesia de Santa María Madre sobre las ruinas de la antigua, consagrándose poco después la actual dedicada a San Martín de Tours.
Singular importancia tuvieron los obispos don Diego Velasco que consiguió de Doña Teresa de Portugal la jurisdicción de la ciudad para el obispo y a sus sucesores en 1122, que ostentarían hasta 1628. Es en esta época cuando aparece la primera mención al Concejo, la historia medieval orensana está marcada por diferentes obispos, entre los que destacan Pedro Seguín y el obispo don Lorenzo, que realizó importantes obras de consolidación del puente romano, que amenazaba ruina.
A finales del siglo XII los obispos de Orense ordenaron edificar la fortaleza de Castelo Ramiro, que está situada sobre un monte desde el que se domina la ciudad y desde donde podían controlar la entrada y salida de personas y mercancías en Orense, aunque dicha fortaleza fue derribada por orden de los Reyes Católicos en 1486.
Acontecimientos importantes en la vida de la ciudad en el medievo fueron la ocupación del duque de Lancaster, que se proclamó en Orense rey de Castilla por los derechos de su esposa; la segunda revuelta irmandiña (1468) y ya en 1501 la entrevista que sostuvieron Felipe el Hermoso y doña Juana con el cardenal Cisneros.

### Edades moderna y contemporánea
Durante los siglos XVII y XVIII la ciudad vive un apacible letargo solo roto por la Iglesia, que realiza diversas obras, unas a instancias de los obispos y otras por órdenes religiosas como los Jesuitas, que se instalan en la ciudad a mediados del siglo XVII.
A principios del siglo XIX, Orense es una pequeña ciudad poblada principalmente por hidalgos, artesanos y religiosos, entre los que destaca la figura del Cardenal Quevedo, que forma parte de las Cortes de Cádiz. La designación como capital provincial impulsa la aparición de una nueva clase funcionarial hasta que la llegada del ferrocarril desde Vigo dé un definitivo empujón a la ciudad que verá la consolidación de una nueva clase: la burguesa, formada principalmente por emigrantes castellanos como los De las Cuevas, Pérez, Romero, Villanueva, que dominarán el panorama político y económico de la ciudad hasta bien entrado el siglo XX.
El desarrollo de la ciudad, marcado por la llegada del ferrocarril y la construcción de la carretera Villacastín-Vigo, dará como resultado una ciudad de carácter eminentemente comercial y administrativo.
Durante la II República la ciudad no estuvo al margen de las polémicas nacionales. Aunque de tendencias conservadoras, ello no impidió que el primer alcalde socialista, Manuel Suárez Castro, ocupara el cargo hasta el golpe militar del 18 de julio.
Tras la Guerra Civil la fuerte emigración procedente de la provincia generó un importante crecimiento demográfico y un crecimiento del sector de la construcción. Hitos importantes de esta época son la unión con el municipio de Puente Canedo situado en la margen norte del Miño, la finalización del ferrocarril Madrid-Zamora-Orense-Vigo y el surgimiento de nuevos barrios.
Actualmente Orense es un importante nudo de comunicaciones donde confluyen con la autovía de las Rías Bajas y la autopista de Santiago, cuatro carreteras nacionales, así como cuatro vías de ferrocarril.
Mantiene gran importancia como centro administrativo y económico de la provincia y un fuerte sector comercial, y es la tercera ciudad de Galicia por población.
Desde la administración local se impulsa la faceta turística de la ciudad, haciendo especial hincapié en el aspecto termal. Para ello, se han llevado a cabo mejoras en las riberas del río Miño y en las zonas termales. A esto se une un cierto avance en la ejecución de las infraestructuras previstas, con la reciente llegada de la AG-53 (autovía de Santiago) y de la línea de alta velocidad que la une con Santiago de Compostela, así como la expectativa de cumplimiento de la A-76 (Ponferrada), la A-56 (Lugo) y las líneas de alta velocidad a Madrid y Pontevedra y Vigo en el medio plazo.

## Demografía
Orense cuenta con una población de 104 891 habitantes (INE 2024).
| Gráfica de evolución demográfica de Orense entre 1842 y 2021 |
| |
| Población de derecho según los censos de población del INE Población de hecho según los censos de población del INEEn 1943 crece el término del municipio porque incorpora a Canedo |

## Economía
La economía en el municipio de Orense está marcada por un claro predominio del sector servicios. La ciudad concentra la mayor oferta comercial y de ocio de la provincia, así como los servicios administrativos (Diputación, Audiencia Provincial, Subdelegación del Gobierno, Delegación de Hacienda), educativos (campus de Orense) y sanitarios (Complejo Hospitalario de Orense) de referencia.
En este sentido uno de los mayores polígonos industriales de Galicia y el Parque Tecnológico de Galicia se encuentran en el vecino ayuntamiento de San Ciprián de Viñas, en el que se encuentran instaladas empresas de talla nacional como Adolfo Domínguez o Coren y un buen número de industrias auxiliares del automóvil. También en el vecino polígono industrial de Pereiro de Aguiar se sitúa la empresa Sociedad Textil Lonia que comercializa las marcas CH Carolina Herrera y Purificación García.
Otro de los sectores punteros en la ciudad ha sido tradicionalmente el de la construcción, desde principios de los sesenta el crecimiento acelerado (y en algunos casos descontrolado) de la ciudad ha originado un amplio sector vinculado a la construcción y sus materiales en el que destaca la constructora Copasa (undécima empresa gallega en 2007).
Debido a la circunstancia de que los cuatro grandes polígonos industriales (San Ciprián de Viñas, Parque Tecnológico, Barreiros y Pereiro de Aguiar) no se encuentran en el municipio de Orense, el sector terciario, principalmente el comercial, de larga tradición en la ciudad desde mediados del XIX, supone el principal soporte económico de la ciudad, datos más equilibrados al referirse al área metropolitana en la que están estos polígonos.

## Administración y política

### Gobierno municipal

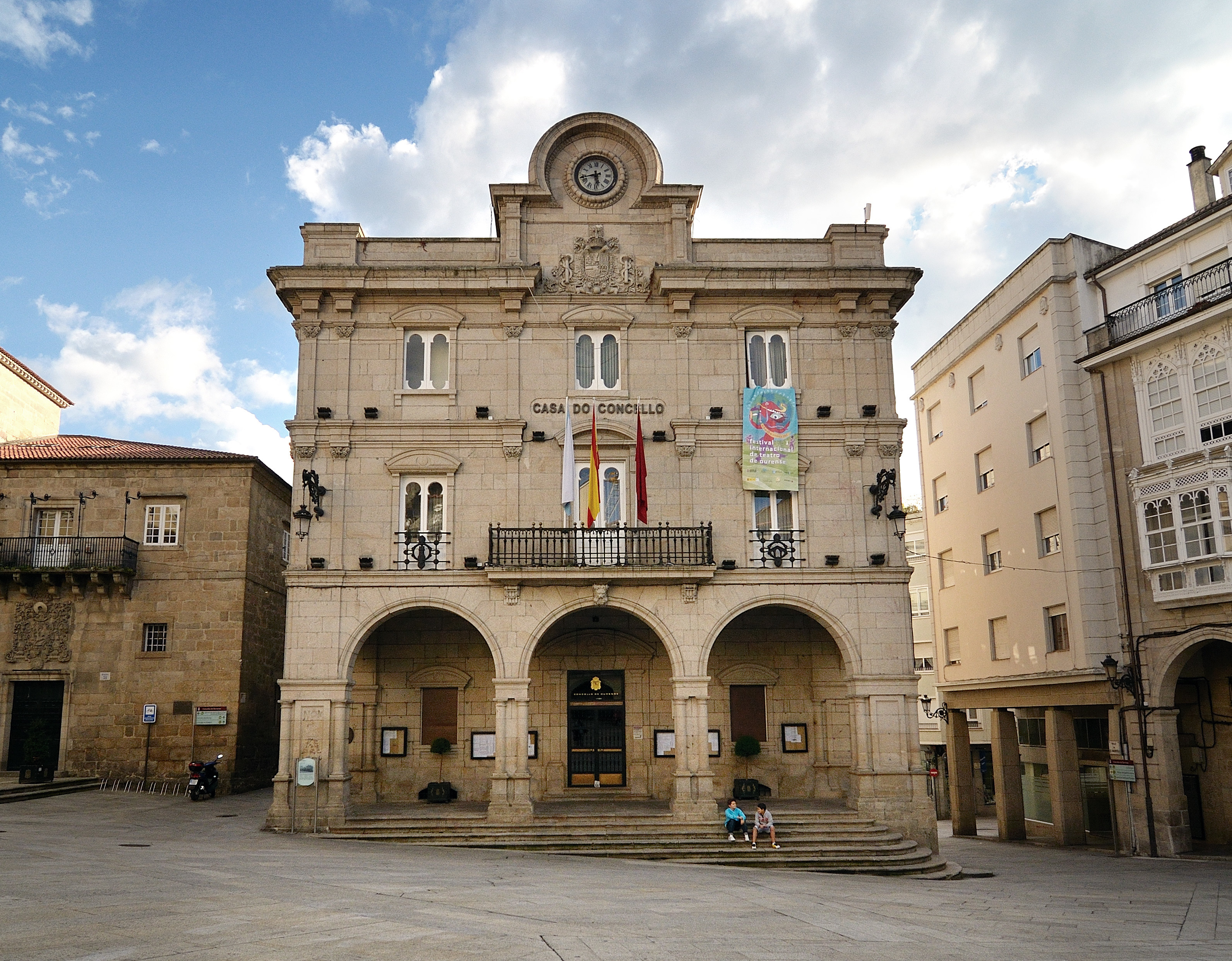
Ayuntamiento de Orense

| Periodo   | Nombre                                | Partido | Partido                                         |
| --------- | ------------------------------------- | ------- | ----------------------------------------------- |
| 1979-1983 | José Luis López Iglesias              |         | Unión de Centro Democrático (UCD)               |
| 1983-1987 | Antonio Caride-Tabarés Castro         |         | Alianza Popular (AP)                            |
| 1987-1987 | Jorge Bermello Fernández              |         | Alianza Popular (AP)                            |
| 1987-1990 | Manuel Veiga Pombo                    |         | Partido dos Socialistas de Galicia (PSdeG-PSOE) |
| 1990-1991 | José Luis Mondelo García              |         | Independientes                                  |
| 1991-1995 | Manuel Veiga Pombo                    |         | Partido dos Socialistas de Galicia (PSdeG-PSOE) |
| 1995-2007 | Manuel Jaime Cabezas Enríquez         |         | Partido Popular de Galicia (PPdeG)              |
| 2007-2007 | Enrique Novoa López                   |         | Partido Popular de Galicia (PPdeG)              |
| 2007-2012 | Francisco Rodríguez Fernández         |         | Partido dos Socialistas de Galicia (PSdeG-PSOE) |
| 2012-2012 | Marga Martín Rodríguez (en funciones) |         | Partido dos Socialistas de Galicia (PSdeG-PSOE) |
| 2012-2015 | Agustín Fernández Gallego             |         | Partido dos Socialistas de Galicia (PSdeG-PSOE) |
| 2015-2019 | Jesús Vázquez Abad                    |         | Partido Popular de Galicia (PPdeG)              |
| 2019-act. | Gonzalo Pérez Jácome                  |         | Democracia Ourensana (DO)                       |

| Partido político                                | 2023  | 2023   | 2023       | 2019  | 2019   | 2019       | 2015  | 2015   | 2015       | 2011  | 2011   | 2011       | 2007  | 2007   | 2007       |
| Partido político                                | %     | Votos  | Concejales | %     | Votos  | Concejales | %     | Votos  | Concejales | %     | Votos  | Concejales | %     | Votos  | Concejales |
| Democracia Ourensana (DO)                       | 33,83 | 18 450 | 10         | 21,54 | 11 913 | 7          | 25,45 | 13 451 | 8          | 7,95  | 4529   | 2          | 2,84  | 1757   | 0          |
| Partido Popular de Galicia (PPdeG)              | 24,95 | 13 609 | 7          | 22,57 | 12 482 | 7          | 30,93 | 16 345 | 10         | 37,84 | 21 564 | 11         | 42,25 | 26 160 | 13         |
| Partido dos Socialistas de Galicia (PSdeG-PSOE) | 19,28 | 10 514 | 6          | 26,33 | 14 562 | 9          | 19,06 | 10 070 | 6          | 36,66 | 20 896 | 11         | 26,53 | 16 428 | 8          |
| Bloque Nacionalista Galego (BNG)                | 15,72 | 8 576  | 4          | 6,24  | 3452   | 2          | 4,58  | 2420   | 0          | 10,79 | 6146   | 3          | 19,79 | 12 253 | 6          |
| Ourense en Común (OUeC)-Esquerda Unida (EU)     | 1,43  | 781    | 0          | 3,76  | 2081   | 0          | 10,37 | 5478   | 3          | 1,90  | 1080   | 0          | 0,85  | 528    | 0          |
| Cidadáns (Cs)                                   | 0,31  | 171    | 0          | 8,74  | 4832   | 2          | —     | —      | —          | —     | —      | —          | —     | —      | —          |

### Organización territorial
El municipio está formado por la ciudad que le da su nombre (con 97 539 habitantes en 2023 según el INE) y ciento cincuenta y siete entidades de población distribuidas en diecisiete parroquias:
- Arrabaldo (Santa Cruz)
- Beiro (Santa Eulalia)[23][26][27]
- Canedo (San Miguel)
- Cebollino[24] (Buen Jesús)[28]
- Cudeiro (San Pedro)
- El Castro[24] (San Andrés)[23][29]
- El Monte[24] (Santa Marina)[23][30]
- Montealegre (La Milagrosa)[23][31]
- Palmés (San Mamed)[23][32]
- Rairo (Santa Lucía)
- Reza (Santa María)
- Seijalvo[24]
- Trasalva[33][24]
- Untes (San Esteban)[23][34]
- Velle (Santa Marta)
- Vilar[24] (Purísima Concepción)[23][35][36]
- Vista Hermosa (San José)[23][37]

## Servicios

### Transporte
Antiguamente, Orense fue una ciudad muy mal comunicada, llegándose a tardar el doble de tiempo en ir de Madrid a Orense que en ir de Madrid a Alicante. Con la llegada de la democracia, comenzó un proceso de mejora de las carreteras orensanas. En 1975 se contabilizaban dos carreteras nacionales. Hoy en día Orense tiene cuatro carreteras nacionales y dos autovías, y están en proyecto otras dos autovías.

#### Carreteras y autopistas
El término municipal de Orense está atravesado por las siguientes carreteras:
- Autovía de las Rías Bajas A-52, entre los pK 228 y 231, que rodea la ciudad por el oeste y la une con Porriño en la provincia de Pontevedra y con Benavente. La alternativa convencional es la carretera N-525, que se separa de la autovía para seguir hacia Santiago de Compostela y conectar con la N-540, que se dirige a Lugo. La autovía permite la conexión, ya fuera de Orense, con la autovía gallega AG-53 que la une con Santiago de Compostela.
- Carretera N-120 entre los pK 563 y 582, que conecta con Monforte de Lemos y Ribadavia.
- Carretera OU-536, que permite comunicación con Castro Caldelas y Puebla de Trives.
- Carretera OU-101, que se dirige hacia Maceda.
- Carretera OU-540, que se dirige hacia Celanova.

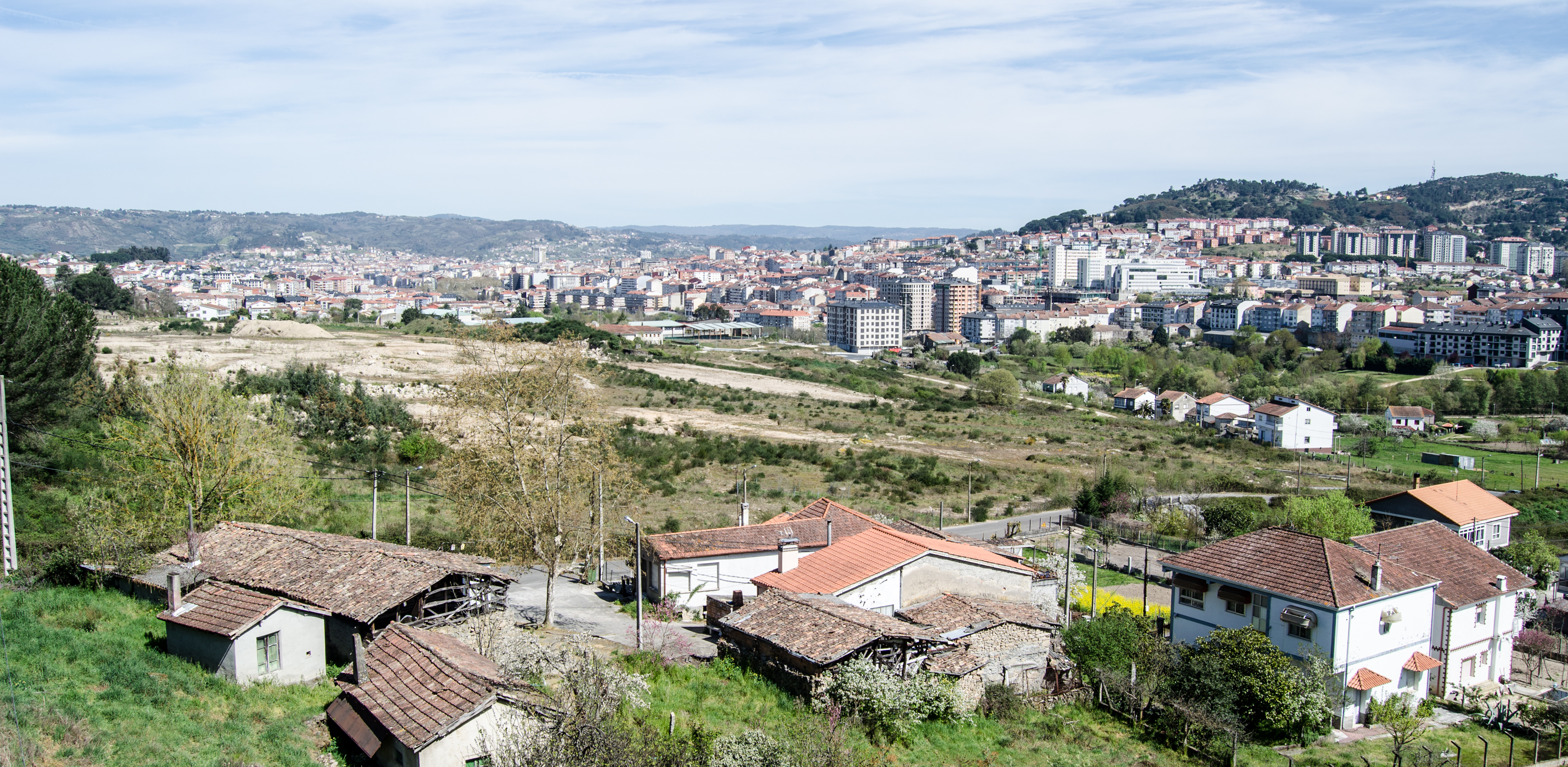
Vista panorámica de Orense desde el Hotel San Rosendo

En los desplazamientos dentro de la ciudad, destacan las calles Progreso, Habana y Curros Enríquez en el centro, Nuestra Señora de la Saínza y Zamora en el sur y Las Caldas, calle Río Corzos, y avenida de Santiago en el norte (una zona residencial). Tiene un pequeño tramo de circunvalación por el este, mientras que el tramo norte está en parálisis desde hace más de una década. En cuanto a la sur y oeste, la carretera de Madrid forma un tramo de circunvalación. Hace poco también fue presentada la Ronda Bulevar Oeste, que aliviará el tráfico en el centro de la ciudad.

#### Ferrocarril

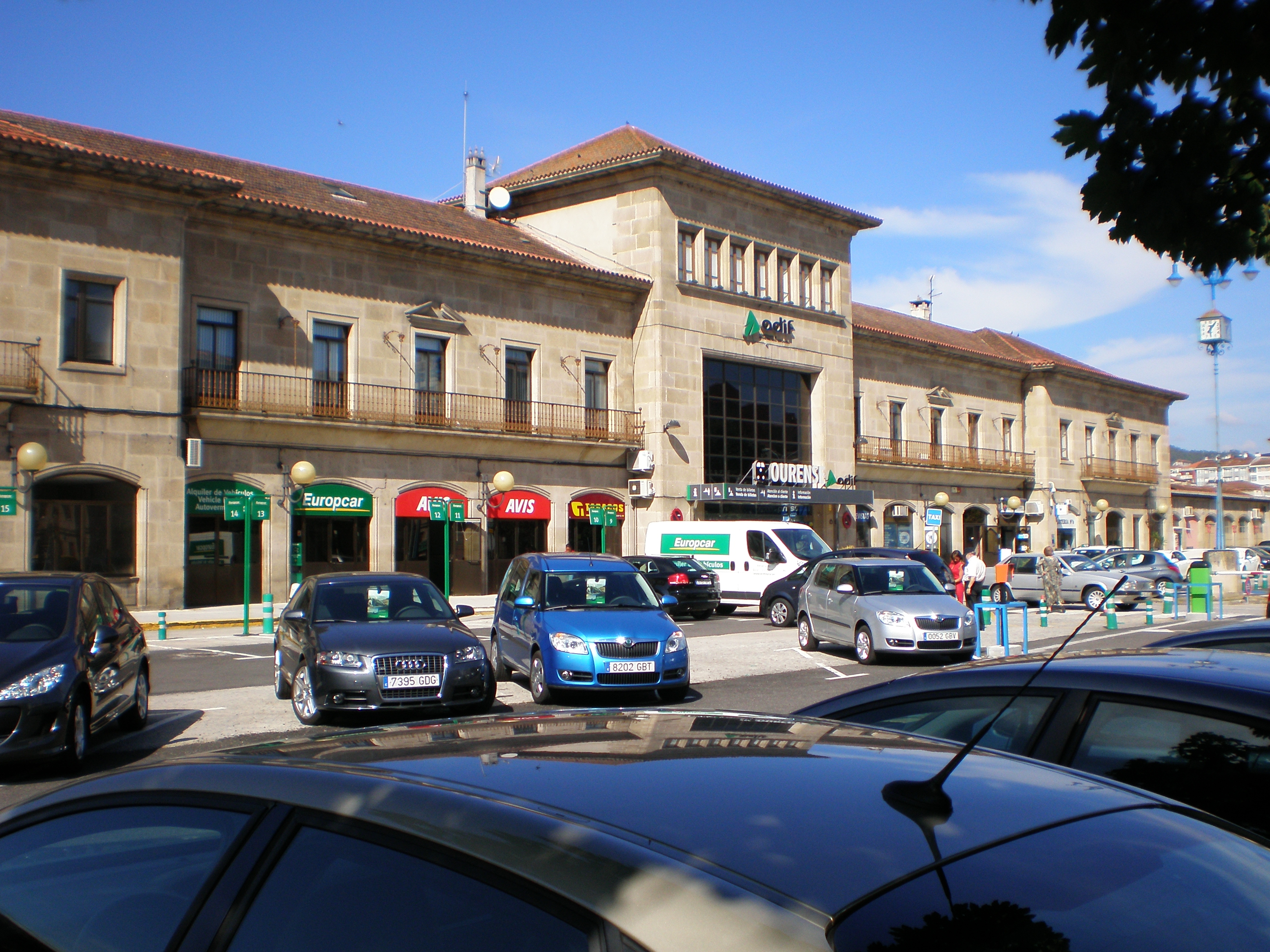
Estación de Orense

El ferrocarril en Orense tiene una gran importancia por ser el principal nudo ferroviario de Galicia. La ciudad alberga la sede del puesto de control ferroviario de Galicia.

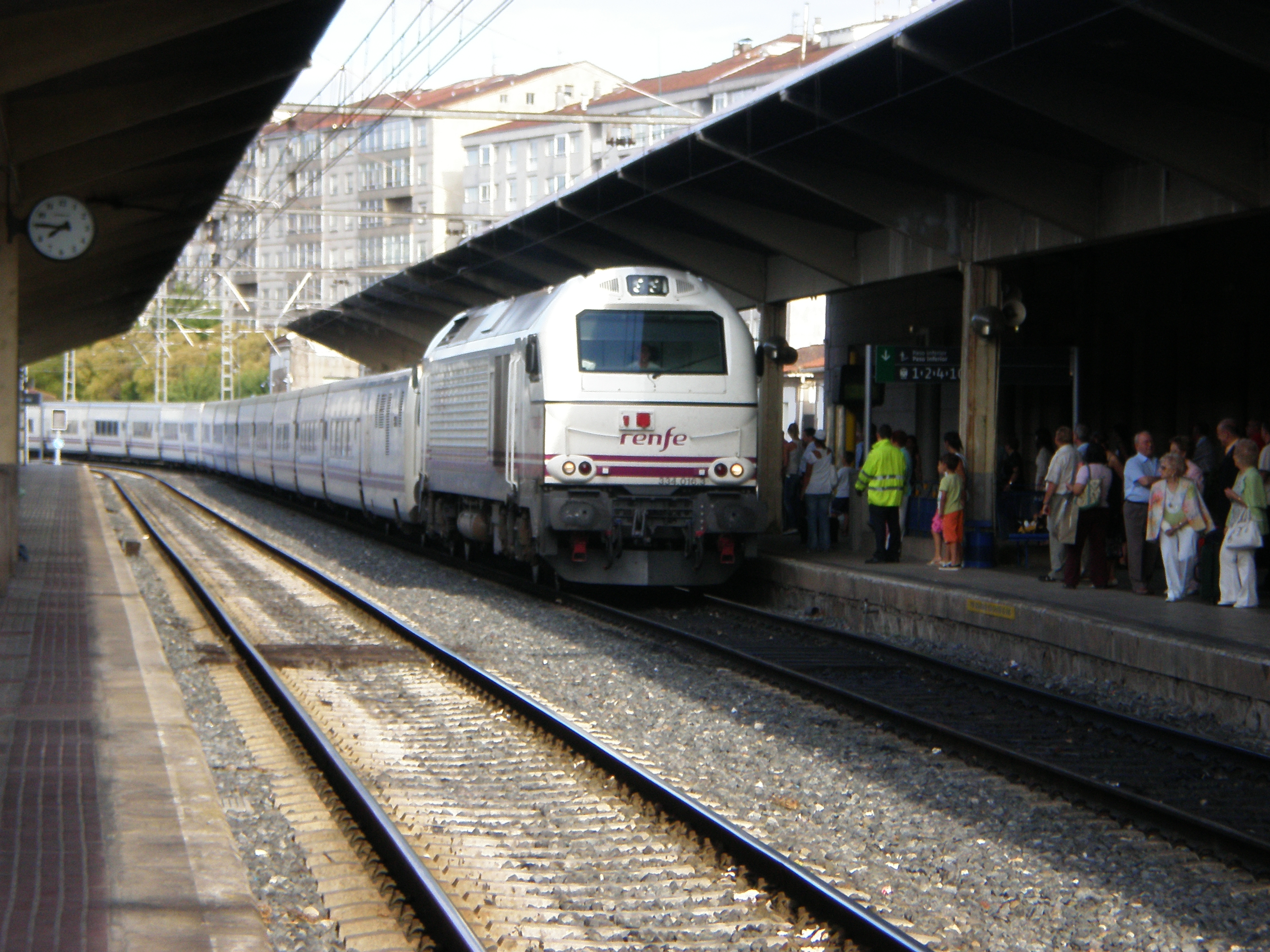
La locomotora 334.016 con un Talgo entrando en Orense

En los últimos años se están llevando a cabo importantes inversiones en materia ferroviaria por la llegada de la alta velocidad a Galicia con la Línea de Alta Velocidad Olmedo-Zamora-Galicia y porque Orense actuará como distribuidor de tráficos entre el sur y el norte galaico.
Desde diciembre de 2011,[actualizar] Orense cuenta con la primera línea de alta velocidad en funcionamiento de la comunidad gallega con la puesta en marcha del tramo La Coruña-Santiago de Compostela-Orense.
También, a consecuencia de la llegada de la alta velocidad, se construyó la estación intermodal que unifica los servicios de autobús y tren, permitiendo también una mejor integración urbana de la trama ferroviaria en la ciudad. Aunque, durante el año 2011 la estación de Orense tuvo que ser remodelada para ser adaptada a la llegada del AVE a finales de dicho año.
Además, dos líneas convencionales cruzan la ciudad de Orense:
- Línea La Coruña-Zamora, que conecta con Madrid y es usada también por servicios de Renfe Media Distancia con destino a La Coruña, Santiago de Compostela y Puebla de Sanabria.
- Línea Vigo-Monforte, una línea muy importante en el transporte de mercancías para el puerto de Vigo y que es usada también para servicios de pasajeros de Renfe media distancia con destino Vigo, Lugo y Ponferrada, así en como destinos nacionales e internacionales de larga distancia como Barcelona, Bilbao o Francia.

#### Transporte urbano
Urbanos de Ourense es la empresa que se encarga de los autobuses urbanos en la ciudad. Dispone de 33 líneas distintas que conectan, todas ellas, la ciudad con las parroquias periféricas llegando, también, a sobrepasar el límite municipal.

## Patrimonio
Hay un dicho muy popular para describir los monumentos más emblemáticos de la ciudad:
| Tres cousas hai en Ourense, que non as hai en España, o Santo Cristo, a Ponte, e as Burgas fervendo auga. | Traducción al castellano: Tres cosas hay en Orense, que no las hay en España, el Santo Cristo, el Puente, y Las Burgas hirviendo agua. |

### Edificios religiosos
- Catedral de San Martín (B.I.C)

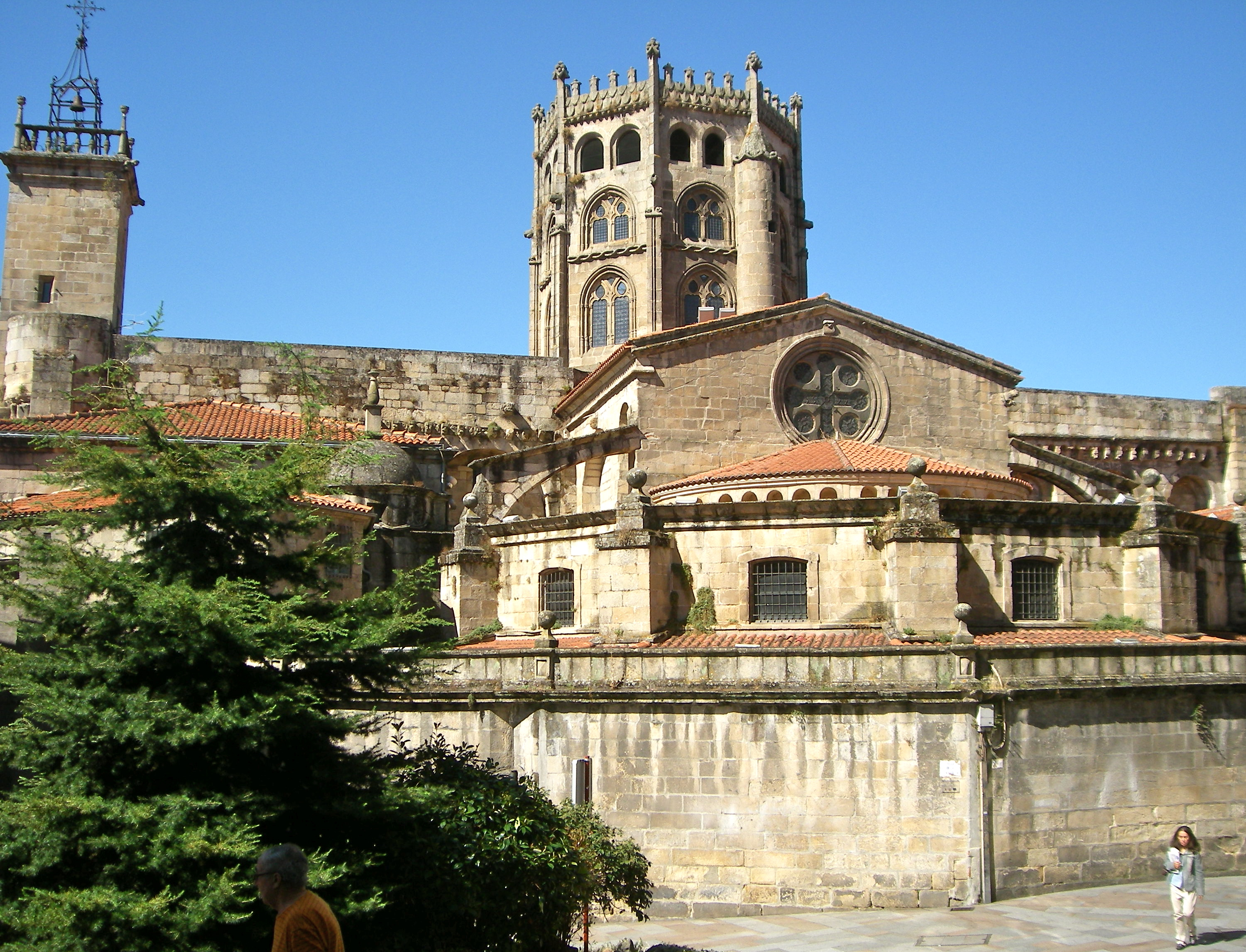
Catedral de San Martín

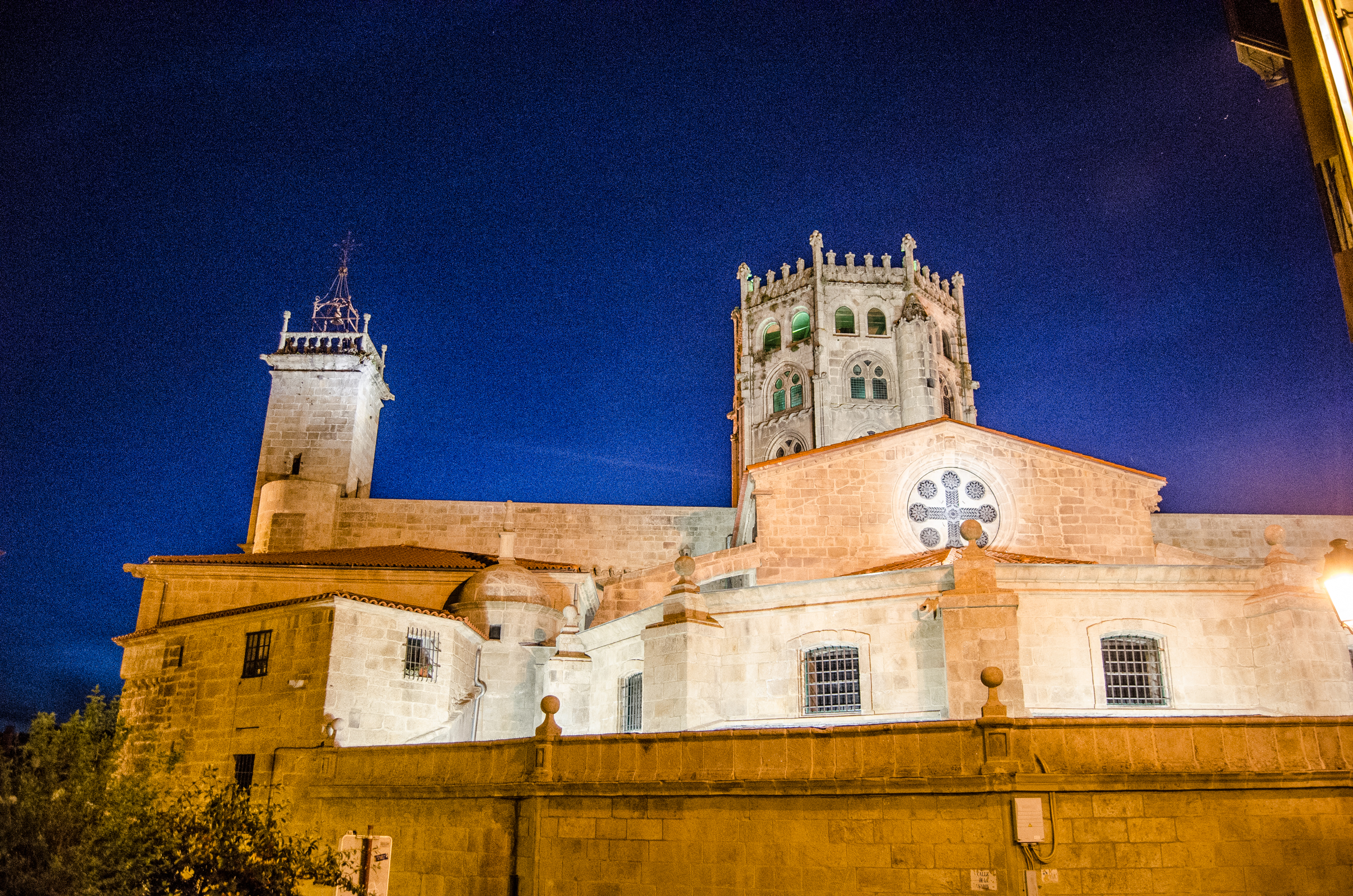
Vista nocturna de la cabecera de la catedral de San Martín

- Capilla de Nuestra Señora de los Remedios (B.I.C)
- Cementerio de San Francisco (B.I.C)
- Claustro e iglesia de San Francisco (B.I.C)
- Iglesia de Santa Eufemia
- Iglesia de Fátima
- Iglesia de Santa María Madre
- Iglesia de Santo Domingo
- Iglesia de la Santísima Trinidad
- Iglesia de San Lázaro
- Iglesia de San Pedro
- Parroquia de María Auxiliadora
- Parroquia de Santa Teresita
- Parroquia de San Pío X
- Parroquia de Cristo Rey
- Parroquia de la Asunción de Nuestra Señora
- Parroquia de la Milagrosa
- Parroquia de la Inmaculada de Montealegre
- Parroquia del Sagrado Corazón
- Palacio Episcopal
- Santuario de Nuestra Señora de las Ermitas
- Santuario de Nuestra Señora de los Milagros

### Otros edificios o construcciones
- Castelo Ramiro. Era el principal castillo de la ciudad de Orense, aunque fue demolido por orden de los Reyes Católicos en 1486[17]
- Liceo de Orense-Palacio de los Oca-Valladares (B.I.C)
- Museo Arqueológico de Orense (B.I.C)[39]

#### Puentes y pasarelas

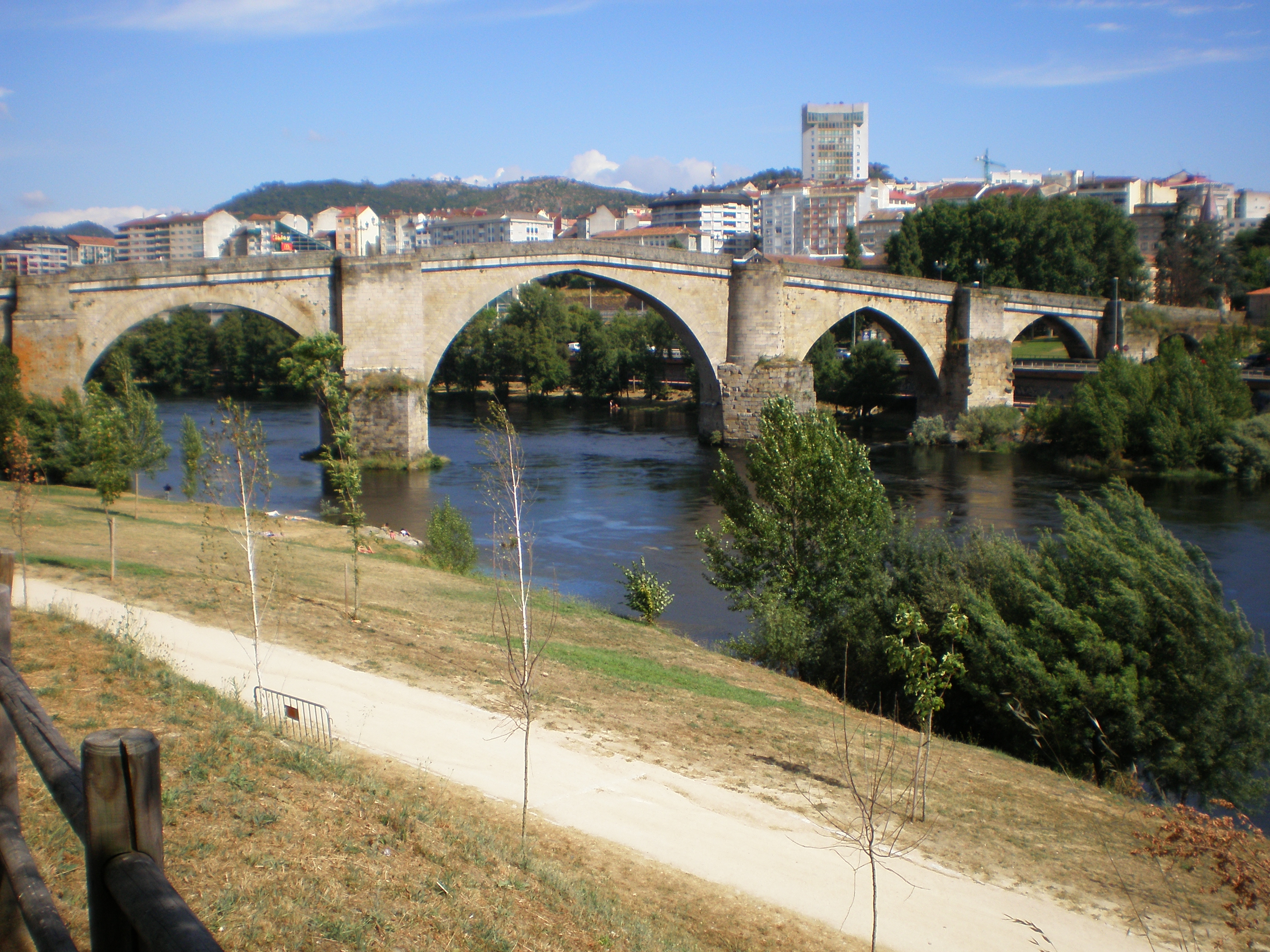
Puente Medieval

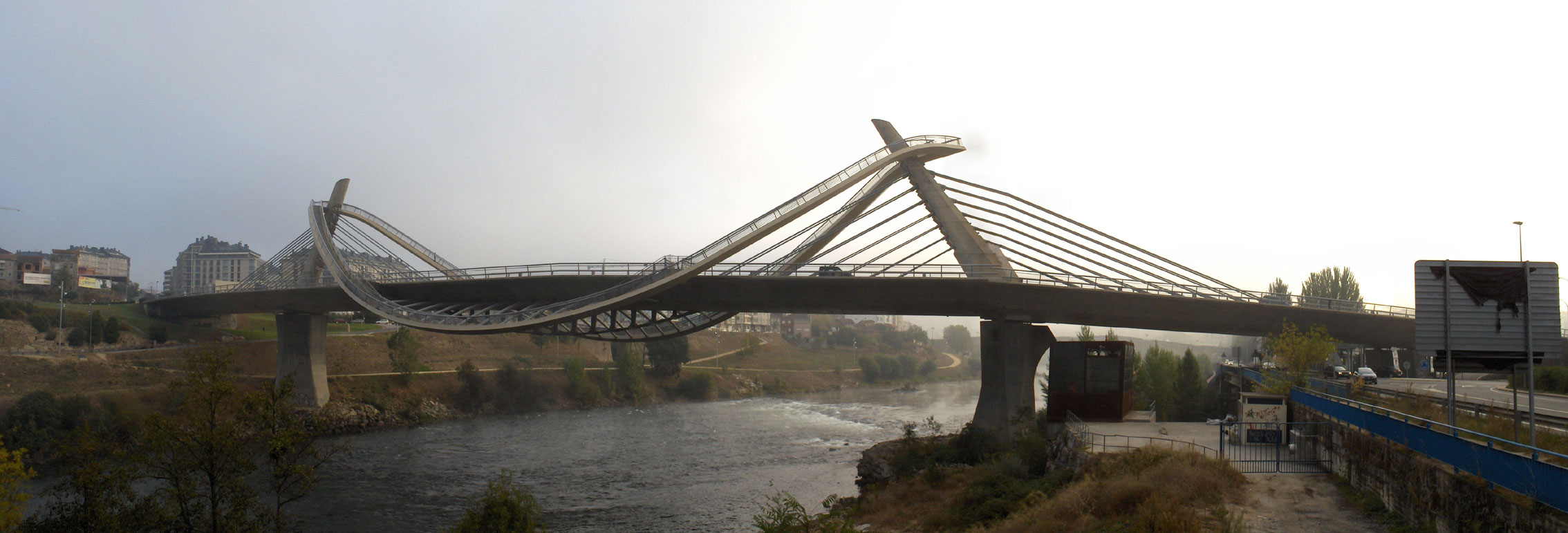
Puente del Milenio

- Puente Medieval o puente Viejo (B.I.C). Del primer puente romano de la época de Augusto solo quedan algunas piedras en las bases. En el siglo XII se reconstruyó dando el perfil actual con arco apuntado, pero las nuevas ruinas tienen que esperar al siglo XVII, en que Melchor de Velasco Agüero aplica la solución definitiva. La torre que aparece en el escudo de la ciudad fue demolida en el siglo XIX.
- Puente del Milenio, inaugurado en 2001, fue diseñado por el arquitecto Álvaro Varela y el ingeniero Juan M. Calvo con la combinación de hormigón y acero. Su original curva es realzada por la pasarela peatonal que llega a elevarse 22 m, dando lugar a extraordinarios miradores sobre el Miño. Todo ello lo convierte en símbolo de progreso de la ciudad. La pendiente de sus alerones es de un 67 %.
- Puente Nuevo, bajo el diseño del ingeniero Martín Díez de la Banda, terminó de construirse en 1918. Su nombre provenía por comparación con la que hasta el momento existía, el puente Viejo. Consta de seis arcos de piedra con un tramo metálico de arco parabólico. Desde entonces se completó con otros: el viaducto, el Puente Novísimo, y más recientemente la pasarela de Vao.
- Viaducto. Aunque el ferrocarril llegó a Orense en 1881, no sería hasta el año 1958 en el que finalizaría el proyecto que permitía cruzar el río para que con ello el tren pudiera seguir su paso al sureste de Galicia. El diseño fue obra de José Luis Tovar Bisbal (quien también proyectó la estación de tren), realizando el trabajo en hormigón. Su longitud total alcanza los 415 m y sus arcos una altura de 46 m.
- Puente Novísimo. Su construcción pretendía aliviar el tráfico del Puente Nuevo, pero no será hasta 1971 cuando entrará en funcionamiento. También se le denomina, por su emplazamiento, do Ribeiriño o das Caldas.
- Pasarela del Vado, pasarela peatonal inaugurada en 2003, comunicando el barrio del Puente con el centro de la ciudad a través del centro comercial. Se apoya únicamente en dos pilares de hormigón, mientras que el resto de la estructura consiste en tubos metálicos entrelazados. Su nombre deriva de un antiguo paso que en las épocas estivales se utilizaba para cruzar el río sin necesidad de pagar el peaje del puente. Hace relativamente poco ha sufrido obras de mantenimiento.
- Puente Loña, se cita en documentos del siglo XII, aunque es posible que en la época romana existiese otro (de madera o de piedra) para dar acceso a las termas de Mende o a la villa agrícola galaico-romana de Santomé. Se conservan su fábrica medieval de un solo arco, consolidada en 1969 y restaurada en 1988. Por último, el Barbaña llegó a tener tres puentes históricos, pero o desaparecieron (los actuales datan de los siglos XIX y XX) o fueron trasladados (como sucede con el antiguo Puente Codesal).
- Puente Codesera. Su nombre provendría de los «codesos» (tipo de arbusto silvestre típico de Galicia) que abundarían en el entorno del Polvorín, lugar en que se encontraba hasta que en 1984 fue trasladada a las tierras de Cabeanca, casi en el límite con el municipio de Amoero. De esta forma se evitó la desaparición de un puente del siglo XV o XVI, aunque quedó en un lugar apartado y poco conocido.
- Viaducto de O Ribeiriño. Acceso centro de la A-52 a la ciudad (barrio de Vistahermosa).
- Pasarela de Oira. Cerca de las piscinas municipales se sitúa una pasarela peatonal que cruza el Río Miño.
- Pasarela de Outariz. Cruza el río Miño desde las Termas de Outariz hasta el otro lado del río. Tiene dos arcos. Hay una tradición por la cual los que se enamoran ponen su nombre en un candado, lo colocan en el puente y tiran la llave al río Miño desde la pasarela.

#### Zonas termales
- Las Burgas
- Pozas de A Chavasqueira.

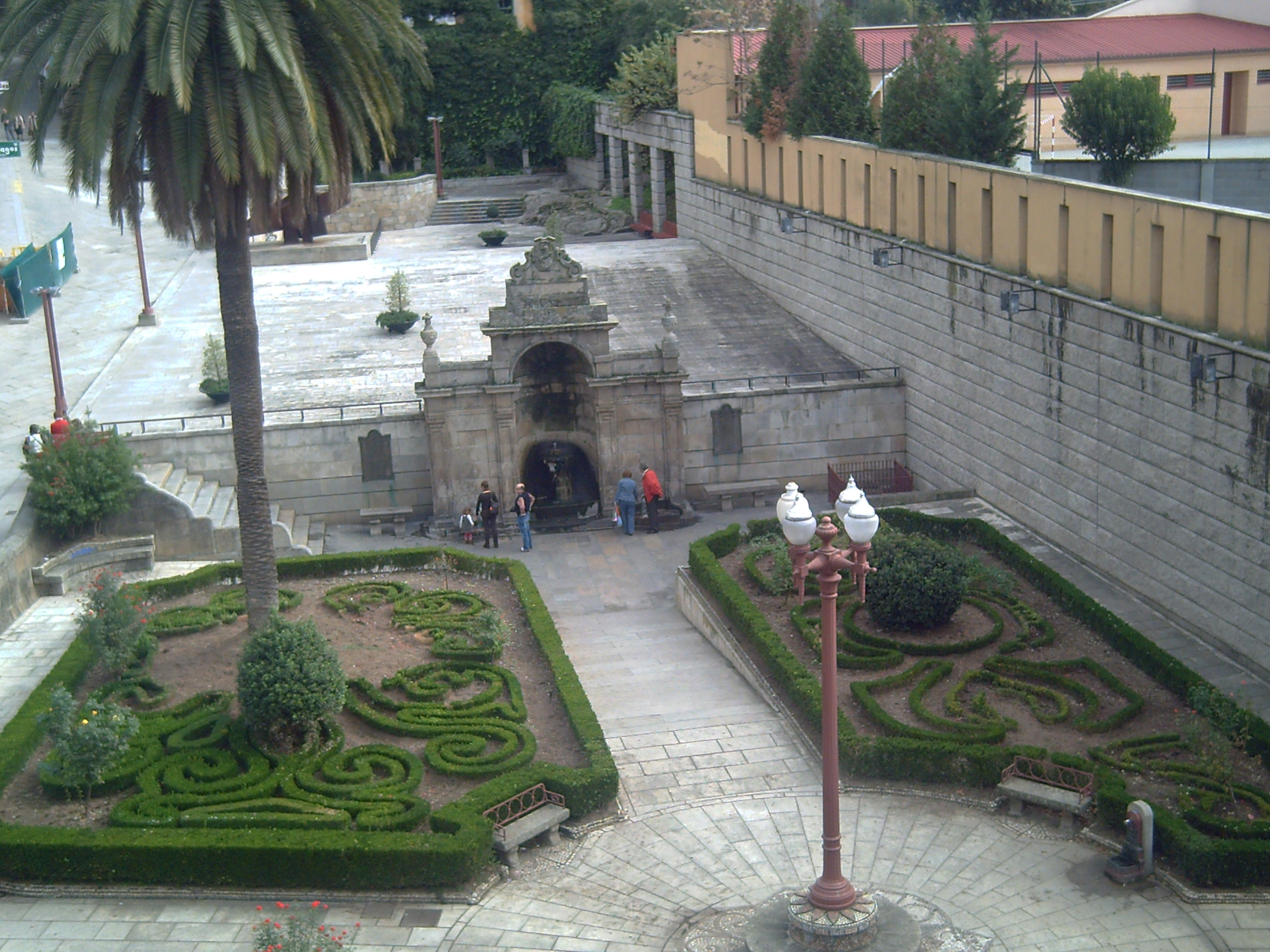
Jardines de las Burgas

Su manantial, que suministra caudal a tres piscinas externas en cascada con temperaturas de 38 °C a 41 °C, brota en el interior de una construcción de granito denominada Templarium (con terma interior, piscina fría de contraste y un futuro Sudarium). Conocidas desde antiguo, se denominaban «Caldas do Bispo», por el obispo que las mandó acondicionar. La edificación de piedra original que forma parte del conjunto actual era parte del primer balneario que se construyó en esa zona y que se encontraba más cercano al manantial de «O tinteiro» pero del que en la actualidad no se conserva ningún resto ya que quedó bajo el puente de la carretera que discurre paralela al río. El conjunto arquitectónico, como un antiguo templo japonés, está realizado en madera y se completa con un jardín de piedra inspirado en la milenaria cultura Zen. Las dos surgencias, con temperaturas aproximadas de 68 y 58 °C, brindan aguas bicarbonatadas sódicas, fluoradas, litíniticas y sulfuradas de mineralización media, ideales en el tratamiento de reuma, artritis o asma y para mejorar el funcionamiento de los aparatos respiratorio y digestivo. Hoy, el termalismo lúdico-preventivo constituye una forma sana y divertida para toda la familia, de combinar ocio y salud.
- Manantial del Tintero

Fuente de aguas termales, de uso gratuito, a 500 m de las anteriores. Este manantial atrae a agüistas de toda la península y de Portugal. Contorno rehabilitado recientemente por el ayuntamiento. Recomendado para enfermedades de la piel y cicatrices. Técnicamente se consideran aguas fluoradas, sulforadas, sódicas y bicarbonatas y manan a una temperatura inferior a las anteriormente citadas (43 °C).
- Burga del Molino

Gran piscina termal al aire libre, de uso gratuito, está situada junto al Molina de la Vega, en una gran área recreativa, en la zona de Quintela de Canedo. A tres kilómetros del Tinteiro por el paseo peatonal asfaltado en la margen derecha del río Miño.
- Burgas de Outariz

Sus aguas manan a una temperatura de 60 °C, en dos puntos diferentes siendo apropiadas para reuma y artritis. En una de ellas se ve incluso aparecer el manantial directamente de la fisura de la roca, lo que la hace más llamativa. Se han construido unas termas al aire libre y una pasarela que comunica las dos orillas. Consta de cinco círculos empedrados sumergidos donde la temperatura de cada uno de ellos varía desde la más fría (36 °C–38 °C) a la más caliente (60 °C). Se trata de sumergirse y quedarse sentado con las piernas estiradas, siendo lo único que sobresalga la cabeza. No se debe exceder este tiempo de 15–20 minutos. Son totalmente gratuitas y se puede llegar a ellas mediante un tren turístico que recorre la capital.

## Cultura

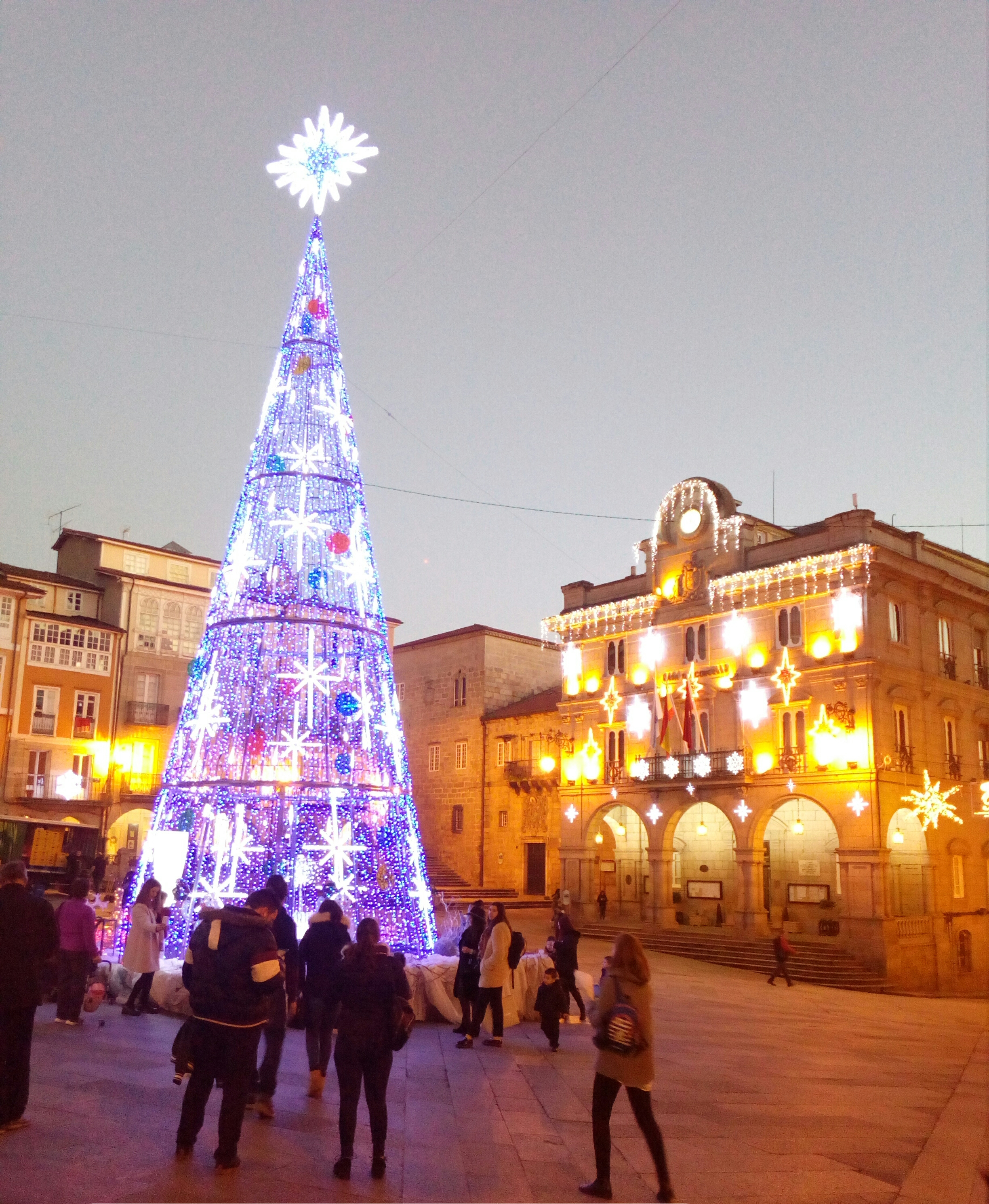
La plaza Mayor en Navidad

### Fiestas
- Carnaval, del 10–12 al 28 de febrero. La ciudad de Orense y el resto de la provincia se visten de fiesta para celebrar el carnaval. Donde destaca la originalidad de los disfraces, y los productos gastronómicos propios de cada una de las poblaciones que componen el carnaval orensano. En la misma ciudad, existen dos días especiales, el día de las comadres y el día de los compadres. Estos días, dan comienza al carnaval en Orense. El día de las comadres se celebra el jueves de dos semanas antes de Carnavales. Ese día, para los pequeños existe una celebración, en la que los niños hacen unos muñecos, llamado comadres, que luego las niñas, se los tienen que romper en ese día. Este día por la noche, es una noche de chicas, es decir salen la mayoría de las mujeres, y es una ocasión para juntarse y pasarlo bien. El siguiente jueves es el día de los Compadres, y en este caso, son las chicas las que hacen los muñecos que se llaman, Compadres, y esta vez son los chicos los encargados de romperlos. El último muñeco que queda sin romper cada día, se reserva para el año siguiente. El carnaval en la provincia de Orense es uno de los más importantes de España, junto con el de Canarias y el de Cádiz. Como disfraces típicos encontramos las Pantallas de Xinzo de Limia, carnaval declarado de interés turístico internacional desde 2019, así como los Peliqueiros de Laza, los Boteiros de Vilariño de Conso o Os Cigarróns de Verín, todos ellos de interés turístico nacional. Con respecto a la gastronomía podríamos destacar las orejas de Carnaval, el postre por excelencia del carnaval.
- Fiesta de los Mayos. A principios del mes de mayo. Las flores son las protagonistas; los ornamentos florales desfilan por las calles de la ciudad para celebrar la primavera. el elemento fundamental de la fiesta son los llamados «mayos» que son composiciones de flores musgo y «carrabouxos» que representan monumentos y elementos cotidianos de la vida orensana. Junto con el mayo, el segundo elemento característico de la fiesta es la copla, composición satírica sobre aspectos de la sociedad y la política.
- Fiesta de Fátima. El 13 de mayo por la noche, una multitudinaria procesión recorre la ciudad desde la iglesia de la Virgen de Fátima hasta la Catedral de Orense. Los días siguientes son las fiestas del barrio del Couto, en donde se sitúa la iglesia de la Virgen de Fátima.
- Fiestas del Corpus. Coinciden con la fiesta religiosa del Corpus Christi. Se celebran en junio. Destacan los fuegos artificiales, la Batalla de Flores o conciertos al aire libre (cada año asisten varios artistas destacados de ámbito nacional). Son las fiestas de la ciudad.
- Fiesta de Santiago Apóstol. La semana del 25 de julio en el barrio de El Puente.
- Fiesta de los Remedios. Romería que se celebra el 8 de septiembre en la capilla de los Remedios.
- Fiesta del Magosto. Celebración tradicional de algunas localidades gallegas (especialmente orensanas) que tiene como principales protagonistas la castaña y el vino nuevo. En Orense coincide con la festividad de su patrón San Martín de Tours, el 11 de noviembre. Para celebrar el día del Magosto, es costumbre ir a un monte cercano a la ciudad y encender una hoguera en la cual se asarán la carne de cerdo, los chorizos y las castañas.

### Teatro
Orense es una capital de provincia conocida a nivel autonómico por sus festivales de teatro, certámenes que tienden a ser internacionales y concitan durante algunas semanas el paso de compañías profesionales por la ciudad.
- El FITO o Festival Internacional de Teatro de Orense — Se celebra en octubre y cuenta con ocho ediciones.[40]
- La MITEU o Muestra Internacional de Teatro Universitario — Se celebra en primavera y ya cuenta con veintiuna ediciones.[41]
- La MOTI o Muestra de Teatro Infantil de Orense — Se celebra a finales de año y cuenta con trece ediciones.[42]

### Ciudades hermanadas
La ciudad de Orense está hermanada con:
- Vila Real, Portugal
- Tlalnepantla de Baz, México
- Quimper, Francia
- Ciudad Bolívar, Venezuela